# Consorcio Internacional para la Preservación de Internet
El Consorcio Internacional para la Preservación de Internet (IIPC por las siglas de su nombre en inglés, International Internet Preservation Consortium) es una asociación internacional de bibliotecas y otras organizaciones creada para coordinar esfuerzos encaminados a preservar el contenido actual de Internet para el futuro. Fue fundada en julio de 2003 por 12 instituciones y en enero de 2010 había crecido hasta los 35 miembros. Desde enero de 2022 consta de 52 miembros.
Pueden hacerse miembros tanto archivos, museos o bibliotecas (incluidas las nacionales) como instituciones de patrimonio cultural.
El IIPC no debe confundirse con el IPCC, que es el Grupo Intergubernamental de Expertos sobre el Cambio Climático, ni con el IPC, que es el Índice de precios al consumidor.

## Miembros

### Bibliotecas nacionales
Las bibliotecas y archivos nacionales participantes incluyen:
- Biblioteca Nacional de Austria
- Biblioteca Nacional de España
- Bibliotheca Alexandrina (Egipto)
- Biblioteca y archivos nacionales de Quebec
- Biblioteca Nacional de Francia
- Biblioteca Británica
- Biblioteca Nacional de Alemania
- Biblioteca y Archivos de Canadá
- Biblioteca del Congreso de Estados Unidos
- Biblioteca nacional y universitaria de Zagreb
- Biblioteca Nacional y Universitaria de Islandia
- Biblioteca Nacional y Universitaria de Eslovenia
- Biblioteca Nacional de la Dieta (Japón)
- Junta de la Biblioteca Nacional de Singapur
- Biblioteca Nacional de Australia
- Biblioteca de Cataluña
- Biblioteca Nacional de Chile
- Biblioteca Nacional de China
- Biblioteca Nacional de la República Checa
- Biblioteca Nacional de Estonia
- Biblioteca Nacional de Finlandia
- Biblioteca Nacional de Grecia
- Biblioteca Nacional de Irlanda
- Biblioteca Nacional de Corea
- Biblioteca Nacional de Letonia
- Biblioteca Nacional de Luxemburgo
- Biblioteca Real Neerlandesa
- Biblioteca Nacional de Nueva Zelanda
- Biblioteca Nacional de Noruega
- Biblioteca Nacional de Polonia
- Biblioteca Nacional de Escocia
- Biblioteca Nacional de Serbia
- Biblioteca Nacional de Suecia
- Biblioteca Nacional de Hungría
- Archivos estatales polacos
- Biblioteca Nacional de Suiza
- Archivos Nacionales del Reino Unido
- Biblioteca Real de Dinamarca
- Biblioteca Real de Bélgica

### Organizaciones participantes
Otras organizaciones participantes incluyen:
- Archivo web.eu
- Arquivo.pt - Archivo web portugués
- Bibliotecas de la Universidad de Columbia
- Hanzo
- Biblioteca de Harvard
- Archivo de Internet
- Instituto Nacional del Audiovisual
- Biblioteca de investigación del Laboratorio Nacional de Los Álamos
- Instituto Holandés de Sonido y Visión
- Departamento de Ciencias de la Computación de la Universidad Old Dominion
- Bibliotecas de la Universidad de Stanford
- Biblioteca Universitaria de Bratislava
- Bibliotecas de la Universidad del Norte de Texas

### Miembros anteriores
WebCite fue miembro del IIPC, pero ya no lo es. En un mensaje de 2012, su fundador, Gunther Eysenbach comentó que «WebCite no tiene financiación y el IIPC cobra 4 000 euros al año en cuotas de membresía».

## Proyectos
El IIPC patrocina diversos proyectos y colabora en ellos con sus miembros.

### Proyectos actuales
- Soporte para la transición a pywb (Python Wayback).[7]
- Colecciones colaborativas: los miembros del IIPC están colaborando para crear colecciones de archivos web públicos basados en temas transnacionales o eventos de interés mutuo. Los temas de las colecciones existentes incluyen: crisis de refugiados en Europa, organizaciones intergubernamentales, juegos olímpicos, conmemoración de la Primera Guerra Mundial, cambio climático, inteligencia artificial y nuevo coronavirus (COVID-19).[8]
- Memento: agrega metadatos de los archivos del IIPC y proporciona acceso a Memento.[9]

El IIPC también mantiene una lista de correo electrónico abierta a cualquier persona interesada en cuestiones relacionadas con la recolección de información web, el archivo y el mantenimiento de la calidad.

### Proyectos pasados
- Desarrollo de filtros Bloom para los fondos de los archivos web.[11]
- Mejorar el marco de trabajo de los archivos oscuros y tormentosos mediante el resumen de las colecciones de la Biblioteca Nacional de Australia[12]
- LinkGate: funcionalidad básica y casos de uso futuros.[13]
- Formulación de preguntas con archivos web: cuadernos introductorios para historiadores. El resultado del proyecto es un conjunto de 16 cuadernos Jupyter que demuestran cómo se pueden explorar preguntas de investigación histórica específicas mediante el análisis de datos de archivos web.[14][15][16]
- El IIPC patrocinó un proyecto sobre "estrategias de búsqueda cruzando archivos" que incluía la creación de un archivo centrado en los Juegos Olímpicos de Invierno de 2010.[17]
- A partir de 2006, la Biblioteca Nacional de Nueva Zelanda y la Biblioteca Británica desarrollaron la herramienta Web Curator, un sistema de gestión de flujo de trabajo de código abierto para el archivo web selectivo.[18] La versión 1.6 se lanzó el 5 de diciembre de 2012 y está disponible en SourceForge.[19] La herramienta Web Curator se basa en tecnologías Java como Apache Tomcat, Spring Framework e Hibernate, y tecnologías de Internet Archives como el rastreador de archivado web Heritrix, el motor de búsqueda de texto completo del archivo web Nutch WAX y Wayback Machine.[20]
- Premio de apoyo doctoral en archivado web del IIPC: subvención para proporcionar tres años de financiación a un estudiante para obtener un doctorado en Ciencias de la Información Interdisciplinaria en la Facultad de Información de la Universidad del Norte de Texas.[21]
- Intercambio de personal de miembros del IIPC: capacitación en el lugar por parte de expertos para que los miembros participantes del IIPC utilicen el rastreador web Heritrix 3.[22]
- Grupo de trabajo sobre estadísticas e indicadores de calidad para el archivo web: desarrollo de directrices sobre la gestión y evaluación de actividades y productos de archivo web.[23]